# Ambush at Cimarron Pass
Ambush at Cimarron Pass é um filme do gênero western, lançado em 1958 dirigido por Jodie Copelan e estrelando Clint Eastwood como cowboy Keith Williams. Na época, Eastwood declarou que este filme foi "o western mais fraco já feito".
O filme estrela também Scott Brady, Margia Dean e Irving Bacon.